# Parco nazionale dei Monti Guadalupe
Il parco nazionale dei Monti Guadalupe (Guadalupe Mountains National Park) è un parco nazionale statunitense situato nel Texas occidentale. Preserva la regione dei Monti Guadalupe, e al suo interno è presente il Guadalupe Peak, la vetta più alta dello Stato del Texas (2.667 metri sul livello del mare) e il picco di El Capitan.
Il parco venne istituito il 30 settembre 1972 e si estende su una superficie di 350 km².